# ManuElla
Мануэлла Бречко (словен. Manuella Brečko; 31 января 1989), наиболее известная под своим сценическим именем Мануэлла (словен. ManuElla) — словенская певица и автор песен. В 2016 году представляла Словению на конкурсе песни «Евровидение-2016» с песней «Blue and Red».

## Жизнь и карьера
Бречко родилась 31 января 1989 года в Целе (Словения). В 16 лет она участвует во втором сезоне словенского шоу талантов Bitke talentov. В 2011 году Бречко участвует в национальном отборе Словении на «Евровидение-2012», где занимает четвёртое место.
В 2016 году Мануэлла снова принимает участие в национальном отборе Словении на «Евровидение-2016» с песней «Blue and Red». Во время финала 27 февраля 2016 года Бречко побеждает на отборе и получает право представлять свою страну на «Евровидении-2016» в Стокгольме.
Песню «Blue and Red» Мануэлла написала сама, в соавторстве с продюсером Марьяном Хвала.

## Дискография

### Синглы
- «Raztrgaj me nežno» (2012)
- «Il futuro» (2013)
- «Zadnji ples» (2013)
- «Barve» (2013)
- «Silent Night» (2014)
- «Blue and Red» (2016)